# Recontagem eleitoral
Uma recontagem eleitoral é uma tabulação repetida dos votos lançados em uma eleição que é usada para determinar a exatidão de uma contagem inicial. Frequentemente, haverá recontagens se a contagem inicial de votos durante uma eleição for extremamente próxima. A recontagem de eleições frequentemente resultará em mudanças na contagem do concurso. Os erros podem ser encontrados ou introduzidos por fatores humanos, como erros de transcrição ou erros de máquina, como leitura incorreta de cédulas de papel. Como alternativa, as contagens podem mudar devido a uma reinterpretação da intenção do eleitor.

## Estados Unidos
Nos Estados Unidos, as recontagens raramente revertem os resultados das eleições. Das 4.687 eleições gerais estaduais realizadas de 2000 a 2015, 27 foram seguidas por uma recontagem e apenas três resultaram em uma mudança no resultado da contagem original: eleição para governador em Washington em 2004, eleição para Auditor de Contas em Vermont em 2006 e Senado dos Estados Unidos em 2008 eleição em Minnesota .

### Métodos de Recontagens

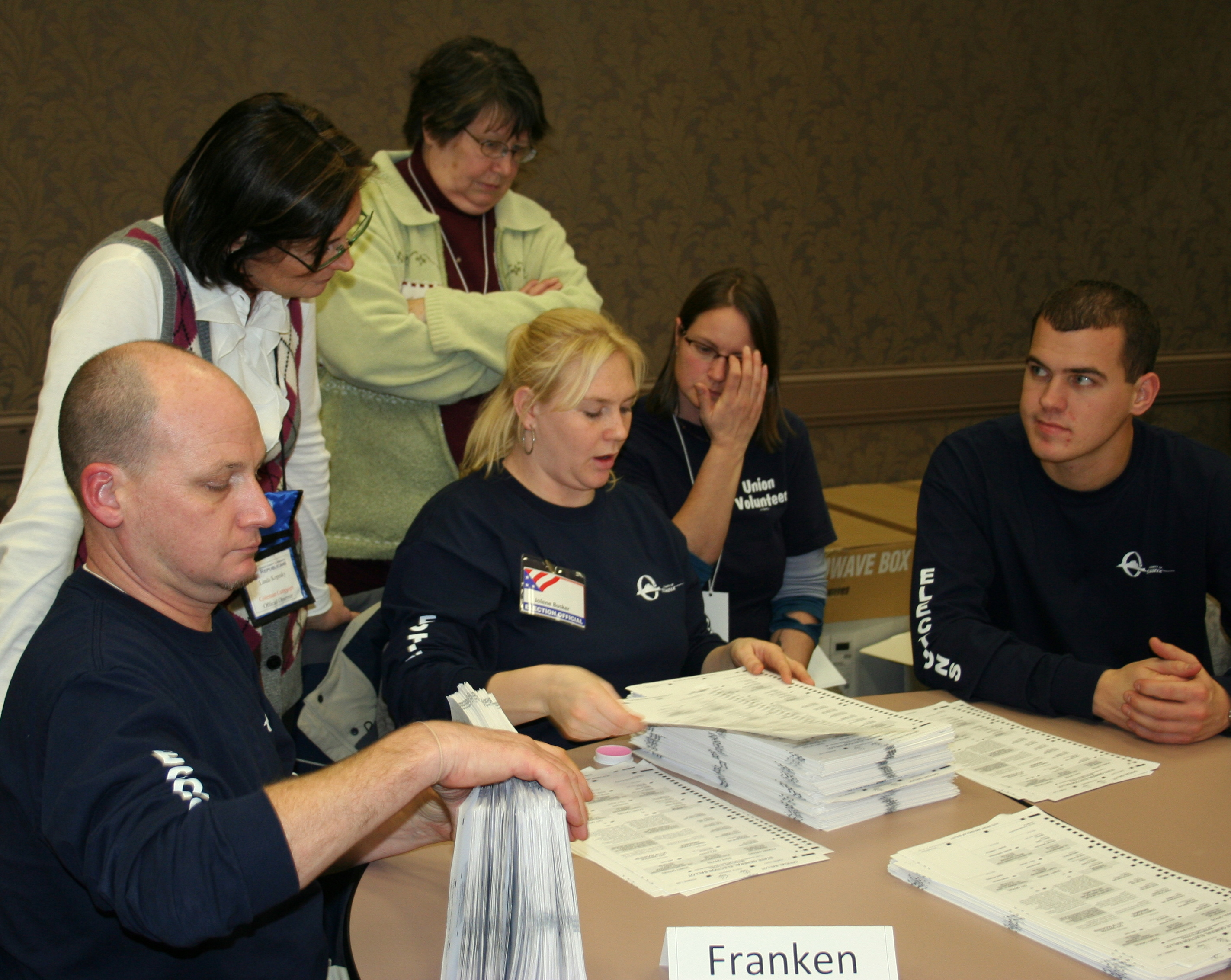
Recontagem de cédulas manualmente nas eleições para o Senado dos Estados Unidos em Minnesota, 2008.

#### Maquina de recontagem
Uma recontagem automática e uma apuração dos votos lançados durante a eleição. Isso pode ser feito usando um sistema de votação por varredura ótica, sistema de cartão perfurado ou máquina de votação eletrônica, de gravação direta (DRE). Com os Sistemas de Votação por Cédula com base em documentos, as cédulas são contadas uma segunda vez de alguma forma pela máquina. Com os sistemas de votação por cédula não baseados em documentos, os funcionários  iram recolectar os dados dos votos de cada máquina de votação, que serão combinados por um sistema de apuração central.

#### Recontagem manual
Uma recontagem manual ou "manual" envolve cada representação física individual na qual a intenção do eleitor está sendo revisada por um ou mais indivíduos para qual foi sua intenção de voto.
Com as máquinas de votação DRE, uma checagem do rastro do papel verificado do eleitor (VVPAT) é examinado de cada eleitor. Para algums DREs que não geram um VVPAT, as imagens podem ser impressas para cada cédula e contadas individualmente.

### Requerimentos legais
As recontagens podem ser obrigatórias ou opcionais. Em algumas jurisdições, as recontagens são obrigatórias caso a diferença entre os dois primeiros candidatos seja inferior a uma porcentagem dos votos expressos ou de um número fixo. As recontagens obrigatórias são pagas pelo oficial eleitoral ou pelo estado. As recontagens obrigatórias geralmente podem ser dispensadas pelo candidato aparentemente perdedor. O lado vencedor geralmente encoraja o perdedor a renunciar à recontagem em uma demonstração de unidade e evitar gastar o dinheiro do contribuinte.
Cada jurisdição tem critérios diferentes para recontagens opcionais. Algumas áreas permitem recontagens para qualquer cargo ou medida, enquanto outras exigem que a margem de vitória seja menor que uma certa porcentagem antes que uma recontagem seja permitida. Em todos os casos, as recontagens opcionais são pagas pelo candidato, seu partido político ou, em alguns casos, por qualquer eleitor interessado. A pessoa que paga pela recontagem tem a opção de interromper a recontagem a qualquer momento. Se a recontagem reverter a eleição, a jurisdição pagará pela recontagem.
| Estado      | Automático                                  | Requeridos                                                              |
| ----------- | ------------------------------------------- | ----------------------------------------------------------------------- |
| Arizona     | Quando a diferença é menor que 0,1%         | Não disponível                                                          |
| Georgia     | Nenhum                                      | Disponível, se a diferença for inferior a 0,5%                          |
| Michigan    | Quando a diferença é inferior a 2.000 votos | Disponível                                                              |
| Nevada      | Nenhum                                      | Disponível                                                              |
| Pensilvânia | Quando a diferença é menor que 0,5%         | Disponível                                                              |
| Wisconsin   | Nenhum                                      | Acessível; se a diferença for inferior a 0,25%, o estado paga os custos |

### Principais recontagens
- Recontagem das eleições na Flórida - eleição presidencial de 2000 nos EUA
- Eleição para governador em Washington, 2004
- Eleição do Auditor de Contas de Vermont, 2006
- Eleições da Câmara dos Representantes dos Estados Unidos na Flórida, 2006 # Distrito 13 - 13º distrito congressional da Flórida
- Eleições para o Senado dos Estados Unidos em Minnesota, 2008
- Eleições do Procurador-Geral da Virgínia, 2013 [4]
- Recontagem das eleições presidenciais dos Estados Unidos de 2016 [5][6]
- Eleições de 2018 para o Senado dos Estados Unidos na Flórida

## Reino Unido
Mais de uma recontagem é permitida se um candidato ou seu agente solicitar uma recontagem  considerar apropriado. É possível a um candidato derrotado que teve a recontagem negada pelo Delegado de Retorno, solicitar ao tribunal por meio de petição eleitoral . Existem vários casos em que uma eleição parlamentar foi objeto de uma recontagem ordenada pelo tribunal.